# Глоба Василь Андріанович
Василь Андріанович Глоба (нар. 1 квітня 1949, село Пологи-Вергуни Переяслав-Хмельницького району Київської області — 2019, село Пологи-Вергуни Переяслав-Хмельницького району Київської області) український радянський діяч, дояр, оператор машинного доїння колгоспу імені Кірова Переяслав-Хмельницького району Київської області. Депутат Верховної Ради СРСР 9—11-го скликань.

## Біографія
Народився в селянській родині. Освіта середня. Закінчив восьмирічну та вечірню середню школи села Пологи-Вергуни Переяслав-Хмельницького району Київської області.
У 1964—1968 роках — дояр колгоспу імені Кірова Переяслав-Хмельницького району Київської області.
У 1968—1970 роках — служба в Радянській армії.
З 1971 року — дояр, з 1978 року — оператор машинного доїння колгоспу імені Кірова села Пологи-Вергуни Переяслав-Хмельницького району Київської області.
Член КПРС з 1980 року.
Потім — на пенсії в селі Пологи-Вергуни Переяслав-Хмельницького району Київської області. Завдяки йому в селі Пологи-Вергуни побудували школу
Помер у 2019 році.

## Нагороди та відзнаки
- орден Леніна
- орден Трудового Червоного Прапора
- лауреат премії Ленінського комсомолу
- медалі